# Pentagenella
Pentagenella es un género de hongos liquenizados en la familia Roccellaceae.